# テトラメチルベンジジン
3,3',5,5'-テトラメチルベンジジン（単に テトラメチルベンジジン とも。3,3',5,5'-tetramethylbenzidine、TMB）は、免疫組織を可視化するための化学染色（免疫染色）に用いられる有機化合物で、ベンジジンの誘導体。テトラメチルベンジジン法、ELISA試験で利用される。結晶状のときは無色で、酢酸エチルの溶液状とすると弱い青緑色を呈する。

## 利用
溶液中で Horseradish peroxidase (HRP) などのペルオキシダーゼが作用すると酸化を受け強い青色の化合物に変わる。その色の変化は分光計で定量的に解析され、370 または 655 nm の波長が追跡される。酸化反応が完結すると黄色となり、450 nm の光で読み出せるようになる。また、この反応は酸や適切な反応停止剤で止めることができる。

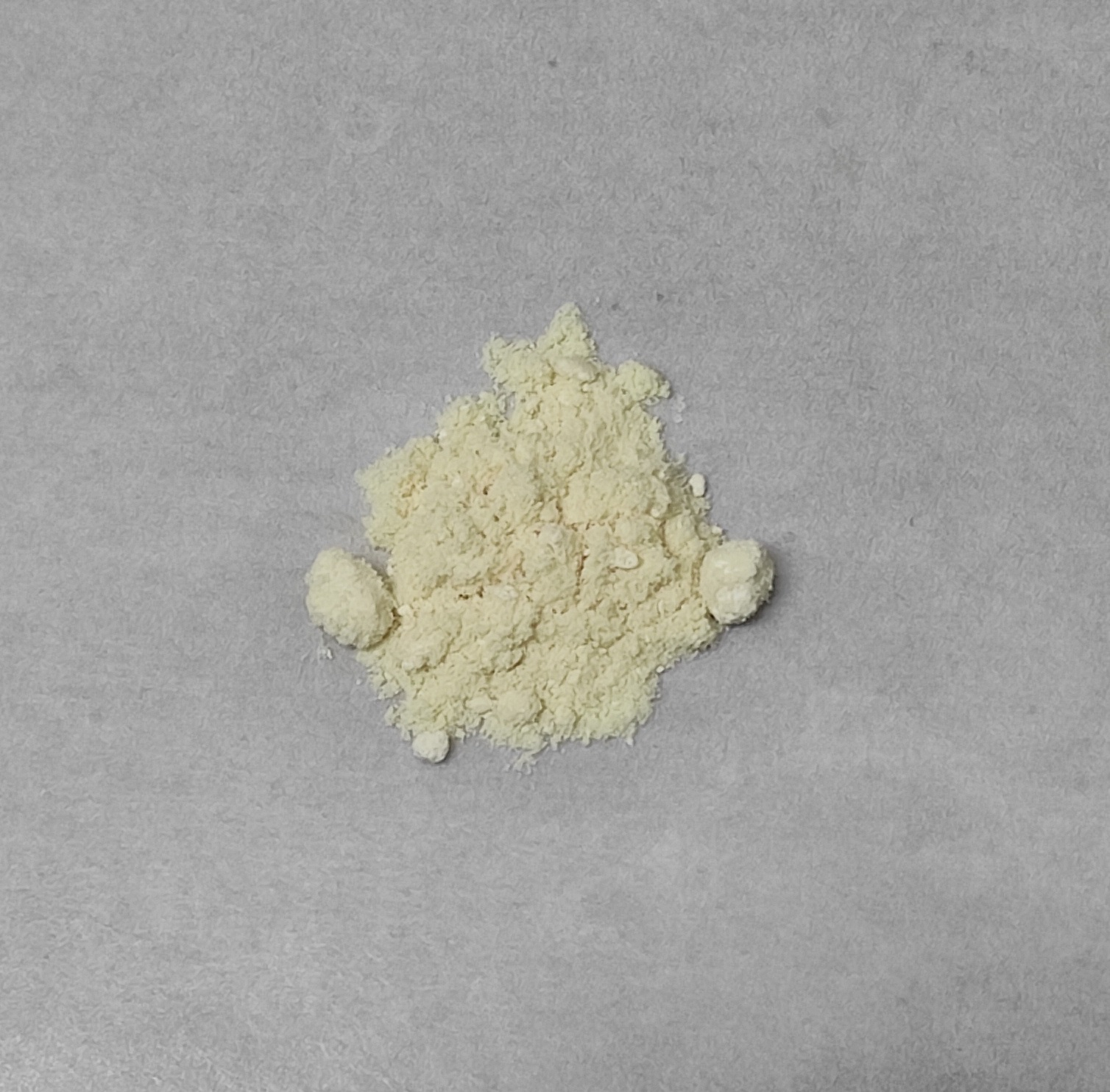
テトラメチルベンジジン粉末の標本。

3,3',5,5'-テトラメチルベンジジン(TMB) から3,3',5,5'-テトラメチルベンジジンジミンへの酸化の様子

## 保管、安全性
テトラメチルベンジジンは日光に直接あてると分解を起こすため、原則として暗所に保管される。変異原物質とみなされている。